# زاک جولز
زاک جولز (انگلیسی: Zak Jules؛ زادهٔ ۲ ژوئیهٔ ۱۹۹۷ بازیکن فوتبال اهل بریتانیا است.
از باشگاه‌هایی که در آن بازی کرده‌است می‌توان به باشگاه فوتبال ردینگ اشاره کرد.